# Stazione di Tsukaguchi (JR West)
La Stazione di Tsukaguchi (塚口駅?, Tsukaguchi-eki) è una stazione ferroviaria di Amagasaki, città della prefettura di Hyōgo in Giappone sulla linea Fukuchiyama e servita dal servizio JR Takarazuka e alcune estensioni della linea JR Tōzai della JR West.

## Servizi ferroviari
West Japan Railway Company
■ Linea JR Takarazuka

## Struttura
La stazione è dotata di un marciapiede a isola centrale e di uno laterale per 3 binari totali in superficie, con il fabbricato viaggiatori sopraelevato sul piano del ferro.
| 1   | ■ Linea JR Takarazuka | per Takarazuka, Sanda e Fukuchiyama |
| 2-3 | ■ Linea JR Takarazuka | per Amagasaki, Osaka e Kitashinchi  |

## Stazioni adiacenti
| «                                                      | Servizio            | »                   |
| Linea JR Takarazuka                                    | Linea JR Takarazuka | Linea JR Takarazuka |
| ------------------------------------------------------ | ------------------- | ------------------- |
| Amagasaki                                              | Locale              | Inadera             |
| Amagasaki                                              | Rapido              | Capolinea           |
| Il Rapido "Tambaji" e altri tipi di rapido non fermano |                     |                     |